# Norbert
Norbert est un prénom masculin.

## Sens et origine du nom
Norbert est un prénom masculin d'origine germanique dérivé de Nordberht, composé de nord (nord) et berht (« brillant, illustre »).

## Variantes
- Au féminin, Norberte et Norbertine[1].
- En espagno et en italien, Norberto

## Norbert comme nom de personne ou prénom

### Saint
- saint Norbert de Xanten (+ 1134), fondateur de l’ordre des Prémontrés ou Norbertins, fête le 6 juin.

### Prénom
- Pour l'ensemble des articles sur les personnes portant ce prénom, consulter :
  - la liste des articles dont le titre commence par ce prénom
  - les listes produites par Wikidata : Liste des personnes de prénom « Norbert » — même liste en incluant les éventuels prénoms composés qui contiennent « Norbert ».
- Norbert Burgmüller, compositeur et pianiste allemand.
- Norbert Casteret, spéléologue français.
- Norbert Elias, sociologue allemand.
- Norbert Ferrer, acteur.
- Norbert Gstrein, écrivain autrichien.
- Norbert Krief, guitariste français.
- Norbert Michelisz, pilote automobile hongrois.
- Norbert Rózsa, nageur hongrois.
- Norbert Tarayre, cuisinier français et animateur de télévision.
- Norbert Wiener, mathématicien américain, fondateur de la Cybernétique.
- Norbert Zongo, journaliste burkinabè.

### Nom de famille
Norbert est un nom de famille  notamment porté par :

- Frédéric Norbert (1953-), acteur, chanteur et danseur français ;
- Guillaume Norbert (1980-), footballeur français ;
- Mary Norbert Körte (1934-), poétesse américaine ;
- Patrick Norbert (1956-), acteur français, devenu ensuite patron de la société Capitol films.

### Fiction et divers
- Norbert, comic strip de George Fett publié de 1964 à 1983
- Norbert est un dragon dans l'univers de Harry Potter
- Norbert Dragonneau dans l'univers de Harry Potter
- Norbert Dentressangle, groupe industriel Français